# أليسون ميلر (موسيقية)
أليسون ميلر (بالإنجليزية: Allison Miller)‏ هي موسيقية ومغنية وملحنة ومغنية مؤلفة أمريكية، ولدت في القرن العشرين في بروكلين في الولايات المتحدة.

## وصلات خارجية
- الموقع الرسمي
- أليسون ميلر على موقع ميوزك برينز (الإنجليزية)
- أليسون ميلر على موقع أول ميوزيك (الإنجليزية)
- أليسون ميلر على موقع ديسكوغز (الإنجليزية)